# Yasin Qureshi
Yasin Sebastian Qureshi (* 14. Mai 1973 in Hamburg) ist ein deutscher Geschäftsmann, Filmproduzent, Autor und Wirtschaftskrimineller. Er ist Mitbegründer und ehemaliger Vorstand der Hamburger Varengold Bank und Fachbuchautor. Qureshi war die jüngste Person in der Geschichte Deutschlands, die eine Lizenz zur Führung einer Investmentbank erhielt. Qureshi wurde wegen schwerer Steuerhinterziehung  zu drei Jahre und zwei Monaten Haftstrafe verurteilt (Az.:65 KLs 1/23).

## Leben
Qureshi ist Sohn eines indischen Vaters und einer deutschen Mutter und wuchs in Hamburg-Barmbek auf. Bereits als Teenager interessierte er sich für Termingeschäfte. Nach dem Abitur studierte er Betriebswirtschaft in Hamburg und besuchte dort auch die Privatakademie für Wirtschaftsseminare – ohne Abschluss.
1995 gründete er mit einem Partner die Varengold Vermittlungs- und Handelsgesellschaft GmbH. Qureshi ist der jüngste Gründer einer Bank in Deutschland. 1998 erhielt er mit nur 29 Jahren eine Banklizenz.
Euro am Sonntag hob ihn im Sommer 2008 als „Hedgefonds-Spezialist“ hervor, der es geschafft habe, während der Weltfinanzkrise sich dem Abwärtstrend zu entziehen.
Mit Wirkung vom 31. Juli 2015 schied Qureshi aus dem Vorstand der Varengold AG aus. 
Im Jahr 2015 gründete er mit zwei Partnern das die The Naga Group AG, wo Qureshi auch CEO war. Im Jahr 2017 erfolgte der Börsengang der Naga Group an der Frankfurter Wertpapierbörse. Naga Group in der Saison 2018/2019 ein Exklusivpartnerschaft mit dem Hamburger SV einging.
2017 hatte Qureshi seinen Sitz in London. 2024 wurde er im Rahmen des Cum-Ex-Skandals vom Landgericht Bonn zu drei Jahre und zwei Monaten Haftstrafe wegen schwerer Steuerhinterziehung verurteilt. Das Urteil entstand in einer sogenannten Verständigung im Strafverfahren. Qureshi legte ein sehr umfangreiches Geständnis und Aufklärungshilfe ab und erhielt im Gegenzug eine weitaus geringere Strafe.

## Sonstiges
Er war investierender Co-Produzent der Kinofilme: Goethe! (2010), Song for Marion (2012), Der Teufelsgeiger (2013), Drecksau (2013), Hectors Reise oder die Suche nach dem Glück (2014), Big Game – Die Jagd beginnt (2014), Frankenstein – Das Experiment (2015) und Half Brothers (2016).

## Veröffentlichungen (Auswahl)
- Mit Leidenschaft zu Vermögen: Die Abkürzung zum Gipfel, FinanzBuch Verlag (2019)
- Finanzrevolution am Horizont: Wie digitale Vernetzung, Blockchain und Konnektivität Milliarden Neukunden und einen frischen Finanzmarkt schaffen, FinanzBuch Verlag (2019)
- Managed Futures: Versichern Sie Ihr Portfolio: Chancen, Mechanismen und Strategien , Springer (2010)
- Praxishandbuch Finanzierung von Innovationen (2021)